# Chong Ch'ol (cráter)
Chong Ch'ol es un cráter de impacto de 143 km de diámetro del planeta Mercurio. Debe su nombre al poeta coreano Jeong Cheol (1536-1593), y su nombre fue aprobado por la  Unión Astronómica Internacional en 1979.